# 大寶 (越南)
大寶（1440年—1442年）是大越国后黎朝太宗黎元龙的第二个年号，共计3年。

## 纪年
| 大寶 | 元年   | 2年    | 3年    |
| 公历 | 1440年 | 1441年 | 1442年 |
| 干支 | 庚申   | 辛酉   | 壬戌   |